# أليسيو كوسو
أليسيو كوسو (بالإيطالية: Alessio Cossu)‏ هو لاعب كرة قدم إيطالي في مركز الوسط، ولد في 14 يناير 1986 في كالياري في إيطاليا. لعب مع نادي رافينا ونادي كالياري.